# Green drive
『green drive』（グリーンドライブ）は、2008年10月5日から2014年3月30日までCROSS FMで放送されていたワイド番組である。ナビゲーターはルーシー。2011年4月から2013年9月までは土曜日にも放送されていた。なお、ルーシー休演、不在時の代打は、小坂真琴、honey、有賀真姫らが担当していた。

## 概要
番組のコンセプトは「DRIVE & MUSIC」で、リスナーから寄せられたおすすめのドライブスポット情報やその他の行楽情報、そしてナビゲーターのルーシーによるトークと音楽を中心に構成されていた。また10時台には、リスナーからのリクエスト曲も掛けていた。
日曜午前のワイド番組で、『indigo blue』終了後の2011年4月から『Brandnew! Saturday』開始前の2013年9月までは土曜午前にも放送されていた。土曜日にはベイサイドプレイス博多スタジオからの、日曜日にはCROSS FM本社のYU YU HOME STUDIOからの生放送を行っていた。

## 放送時間
いずれも日本標準時。
- 日曜 7:00 - 11:30 （2008年10月5日 - 2011年3月27日）
- 土曜 7:00 - 12:00、日曜 7:00 - 11:30 （2011年4月2日 - 2011年5月29日）
- 土曜 7:00 - 11:30、日曜 7:00 - 11:30 （2011年6月4日 - 2011年6月26日）
- 土曜 7:00 - 10:30、日曜 7:00 - 11:30 （2011年7月2日 - 2012年9月30日）
- 土曜 7:00 - 11:00、日曜 7:00 - 11:30 （2012年10月6日 - 2012年12月30日）
- 土曜 7:00 - 11:00、日曜 7:00 - 11:00 （2013年1月5日 - 2013年9月29日）
- 日曜 7:00 - 11:00 （2013年10月6日 - 2014年3月30日）

## コーナー
GREEN DRIVE REPORT
リポーターの柴田隆一（しばっち）がエリア各所からのリポートをしていたコーナー。
CROSS CLUB CARD SUNDAY FREESTYLE CAFÉ
元は本番組開始以前に単独番組として放送されていた音楽コーナーで、その当時と同じく10:00 - 11:00に放送。提供は、九州日本信販がCROSS FMのオフィシャルカードであるCROSS CLUB CARD名義で行っていた。